# Elecciones estatales de Sinaloa de 2004
Las elecciones estatales de Sinaloa de 2004 se llevaron a cabo el domingo 14 de noviembre de 2004, y en ellas se renovaron los siguientes cargos de elección popular en el estado mexicano de Sinaloa:
- Gobernador de Sinaloa. Titular del Poder Ejecutivo del estado, electo para un periodo de seis años no reelegibles en ningún caso. El candidato electo fue Jesús Aguilar Padilla.
- 18 ayuntamientos. Compuestos por un Presidente Municipal y regidores, electos para un periodo de tres años no reelegibles para el periodo inmediato.
- 40 diputados del Congreso del Estado. 24 fueron elegidos por mayoría relativa y 16, por representación proporcional.[1]

## Ayuntamientos

Distribución de las alcaldías de Sinaloa por partido político.

## Gobernador del Estado
|  | 46.86 % |

|  | 45.61 % |

|  | 4.18 % |

|  | 0.71 % |

|  | 0.40 % |

|  | 0.30 % |

|  | 0.27 % |

|  | 98.32 % |

|  | 1.68 % |

|  | 55.13 % |

|  | 44.87 % |

|  | 100.00 % |

## Congreso del Estado

Diputados LVIII Legislatura del Congreso del Estado de Sinaloa.

|  | 46.65 % |

|  | 38.74 % |

|  | 7.37 % |

|  | 2.19 % |

|  | 1.38 % |

|  | 0.85 % |

|  | 0.84 % |

|  | 1.99 % |

|  | 100 % |